# Flatiron Building
Flatiron Building je 22-nadstropni poslovni nebotičnik, ki stoji na 5. aveniji blizu križišča z Broadwayem v newyorškem okrožju Manhattan, ob južnem robu Madison Square Parka. 5. avenija in Broadway se križata pod ostrim kotom in nebotičnik zaseda ozek trikotni prostor na robu parka, ki ga tvorijo križišča 5. avenije, Broadwaya in vzhodne 23. ulice. Za čim boljši izkoristek parcele je stavba v obliki pravokotnega trikotnika z ostro konico na severnem delu, ki spominja na likalnik, po čemer je dobila tudi ime.
Že ob izgradnji leta 1902 je zaradi svoje nenavadne oblike in velikosti požel odobravanje javnosti ter postal znamenitost New Yorka. Bil je takrat najvišji nebotičnik severno od finančnega okrožja in prvi nebotičnik severno od trga Union Square.
Od sredine 20. stoletja je bil z razvojem Manhattna deležen manj pozornosti, a je privlačnost obdržal tudi po izgradnji višjih nebotičnikov, kot sta Chrysler Building in Empire State Building – verjetno tudi zato, ker je zaradi lege ob odprtem trgu edini slavni nebotičnik v New Yorku, ki ga ne zastirajo druge stavbe in ga lahko ljudje fotografirajo z ulice v celoti.

## Arhitektura
Flatiron Building je zasnoval arhitekt Daniel Burnham kot neorenesančno palačo z Beaux-Arts okrasjem. Ima ogrodje iz jeklenih traverz in fasado, v večjem delu prekrito s ploščami iz glazirane terakote. Po zgledu klasičnega grškega stebra je razdeljena na bazo, glavni del in kapitel z okrasnimi elementi, kot so napušči, ornamenti in altane. Trinadstropna baza je prekrita z apnencem.
Prvotno je imela stavba 20 nadstropij in podstrešje, visoka je bila približno 87 m, ob razširitvi leta 1905 pa so ji dodali še strešno etažo (»penthouse«) in jo povišali na 94 m. Tako ima stavba zdaj 21 nadstropij oz. 22, če štejemo še podstrešje, ki se nahaja med 20. in 21. nadstropjem.